# Bancă comercială
Banca comercială este o instituție financiară care oferă servicii precum acceptarea depozitelor de la public și acordarea de împrumuturi pentru diferite scopuri (cum ar fi împrumuturi personale, împrumuturi pentru afaceri, credite ipotecare). Scopul principal al acesteia este de a face profit prin împrumuturi oferite la o rată a dobânzii mai mare decât cea pe care o plătesc pentru depozite. Băncile comerciale deservesc atât persoane fizice, cât și afaceri și pot face parte din sectorul privat (proprietate privată) sau din sectorul public (proprietate guvernamentală). Funcția principală este de a intermedia tranzacțiile financiare și de a oferi credit.

## Etimologie
Denumirea bancă provine din cuvântul italian „banco” (birou/bancă), folosit în perioada Renașterii italiene de bancherii florentini, care își desfășurau tranzacțiile pe un birou acoperit cu o față de masă verde.

## Rol
Rolul general al băncilor comerciale este de a oferi servicii financiare publicului larg și afacerilor.
În acest sens, crearea de credit este cea mai semnificativă funcție a băncilor comerciale. Atunci când o bancă comercială acordă un împrumut, suma nu este livrată în numerar. În schimb, aceasta deschide un cont de depozit pentru client, din care acesta poate retrage bani. Astfel, băncile comerciale creează noi depozite odată cu acordarea împrumuturilor.

### Principalele funcții
- Băncile comerciale acceptă diverse tipuri de depozite de la public, în special de la clienții săi, inclusiv depozite de cont de economii și depozite la termen. Aceste depozite sunt returnate de fiecare dată când clientul le solicită, după o perioadă de timp determinată.
- Băncile comerciale oferă împrumuturi și avansuri sub diverse forme, inclusiv descoperire de cont (o linie de credit care permite clienților să retragă mai mulți bani decât au disponibili în cont). Ele oferă împrumuturi pe termen scurt și lung pentru toate tipurile de clienți. Acestea acționează și ca mandatari pentru testamentele clienților lor etc.
- Funcția de creare a creditului este generată pe baza intermediarului de credit și plătă. Băncile comerciale folosesc depozitele pe care le absorb pentru a acorda împrumuturi. Pe baza circulației cecurilor și a decontării transferurilor, împrumuturile sunt convertite în depozite derivate. Până la un anumit punct, fondurile derivate sunt crescute de mai multe ori față de depozitele inițiale, ceea ce îmbunătățește semnificativ forța de impulsionare a băncilor comerciale pentru a susține dezvoltarea economică.[2]

## Reglementări
În majoritatea țărilor, băncile comerciale sunt puternic reglementate, iar acest lucru este realizat, de obicei, de banca centrală. Aceasta impune o serie de condiții băncilor pe care le supraveghează, cum ar fi păstrarea rezervelor bancare și menținerea cerințelor minime de capital.

## Servicii pe produse
Băncile comerciale oferă, în general, o serie de servicii clienților lor, acestea fiind împarțite în servicii bancare de bază, precum depozite și credite, și alte servicii legate de sisteme de plată și alte servicii financiare.

### Servicii bancare de bază
- Acceptarea banilor în diferite tipuri de conturi de depozit.
- Acordarea de împrumuturi, atât garantate, cât și negarantate, și descoperiri de cont.
- Furnizarea de conturi de tranzacție
- Gestionarea numerarului.
- Managementul trezoreriei.
- Finanțarea prin capital privat.
- Emiterea de instrumente de plată, cum ar fi cecuri bancare, cecuri de călătorie și ordine de plată.
- Procesarea plăților prin internet banking sau alte metode de plată.

### Alte funcții
Pe lângă produsele și serviciile de bază, băncile comerciale îndeplinesc mai multe funcții secundare.
- Colectarea și compensarea cecurilor, dividendelor și cupoanelor de dobândă.
- Efectuarea de plăți pentru chirii sau prime de asigurare.
- Realizarea tranzacțiilor valutare.
- Acționarea ca mandatar, avocat, corespondent și executor.
- Acceptarea veniturilor fiscale și a declarațiilor de taxe.
- Oferirea de cutii de valori pentru clienți.
- Furnizarea de servicii de transfer de bani.
- Acționarea ca arbitri.
- Acceptarea diverselor facturi pentru plată: facturi de telefon, gaz, apă.
- Oferirea diverselor tipuri de carduri, precum carduri de credit și debit.